# Nationalistische Front

Logo der Nationalistischen Front

Die Nationalistische Front (NF) war eine 1985 gegründete deutsche rechtsextreme Partei, die 1992 als verfassungswidrige Organisation verboten wurde. Ziel war dabei nie der Erfolg bei Wahlen, sondern das Eindringen in die Jugendkultur und die Rekrutierung von aktiven Kadern für den Aufbau eines Nationalen Sozialismus. Die Nationalistische Front war eine der ersten rechtsextremen Organisationen der Bundesrepublik, die seit Mitte der 1980er versuchten, Kontakte in die Skinhead-Szene der DDR aufzubauen und diese im Sinne des Nationalsozialismus zu politisieren.

## Geschichte
Nach dem Verbot der Volkssozialistische Bewegung Deutschlands / Partei der Arbeit (VSBD) und der Inhaftierung von Friedhelm Busse im Jahr 1982 gründeten Busse-Anhänger im September 1983 in München die Nationale Front/Bund Sozialrevolutionärer Nationalisten (NF/BSN) als VSBD-Nachfolgeorganisation. 1984 nannte sich die NF/BSN in Nationalistische Front um.
Am 16. November 1985 konstituierte sich die NF in Steinhagen bei Bielefeld als bundesweite Partei. Gründer und erster Vorsitzender der Partei wurde Bernhard Pauli. Pauli war vorher Mitglied des Nationaldemokratischen Hochschul-Bundes, der Solidaristischen Offensive (SOL) und des VSBD.
Nach internen Auseinandersetzungen Anfang 1986 wurde Pauli durch Meinolf Schönborn, einen ehemaligen Unteroffizier der Bundeswehr, der im November 1984 aus der Nationaldemokratischen Partei Deutschlands ausgeschlossen worden war, als 1. Vorsitzender abgelöst. Schönborn blieb bis zum Verbot Vorsitzender der NF.
Die NF verfügte 1989 über organisatorische Stützpunkte in Bielefeld, München, Bremen und Berlin. Erste Kontakte in die DDR entstanden spätestens 1986, als die NF-Zeitschrift von engen Kontakten nach Oranienburg schrieb. Nach der politischen Wende entstanden Stützpunkte der NF in Oranienburg, Eberswalde und Königs Wusterhausen, alles Kleinstädte im Berliner Umland. Die nationalrevolutionäre und antikapitalistische Variante des Rechtsextremismus, den die NF propagierte, fiel insbesondere in der DDR auf fruchtbaren Boden, wohin sich nach der Wende schnell das Zentrum der Partei hin verschob.
Dabei beruhte der Aufbau der Partei auch schon zu Gründungszeiten darauf, einzelne Kader zu schulen und diese im Verborgenen arbeitenden Gruppen anzuleiten. Nach der politischen Wende in der DDR nutzte die Nationalistische Front ihre bereits etablierten Kontakte in die DDR-Skinheadszene, brachte deren Aktivisten zu Schulungen nach Westdeutschland, woraufhin sie nach einigen Monaten zurückkehrten und rechtsextreme Gruppen in der DDR aufbauten.
Grundsätzlich legte die NF keinen Wert auf Wahlen und kandidierte so in ihrer Geschichte nur bei drei Wahlen, davon zwei Kommunalwahlen: bei den Wahlen in Bremen 1991 (0,03 %), den Kommunalwahlen in Berlin 1992 (0,31 %) und bei den Landratswahlen in Kelheim 1992 (1,29 %).
1992 kam es zu folgenschweren internen Konflikten, die sich an der Frage der Bildung sogenannter Nationaler Einsatzkommandos (NEK) entzündete, die sich eng an die Freikorps der Weimarer Zeit anlehnten. Es kam zu einer Spaltung in zwei Flügel. Die Gegner um Andreas Pohl (ehemaliger Schlagzeuger von Kraft durch Froide) veranstalteten am 8. August 1992 in Kremmen im Berliner Umland einen außerordentlichen Parteitag, auf dem Pohl zum Vorsitzenden ausgerufen wurde. Gegen diesen Putsch ging Meinolf Schönborn juristisch vor. Vor Gericht wurde ihm das Recht zur weiteren Führung der NF zugesprochen. In Folge verließen Pohl und seine Gefolgsleute die NF und gründeten die Sozialrevolutionäre Arbeiterfront (SrA).
Am 27. November 1992 wurde die NF durch den damaligen Innenminister Rudolf Seiters (CDU) wegen ihrer „Wesensverwandtschaft mit dem Nationalsozialismus“ und ihrer „aggressiv-kämpferischen“ Agitation verboten. Zum Zeitpunkt des Verbots verfügte die NF über Ortsgruppen in Detmold, Bremen und Braunschweig.

## Inhaltliches Profil
Das Programm der NF orientierte sich an den Ideen der Gebrüder Gregor und Otto Strasser. Die Partei verstand sich als Teil einer „weltweiten Bewegung des sozialrevolutionären Befreiungsnationalismus“. Antikapitalistische und antiimperialistische Propaganda gegen „die Bonzen“ sowie gegen kapitalistische und kommunistische Systeme waren Teil der nationalrevolutionären Demagogik. Da Deutschland „in seinem Volksschicksal fremder Entscheidungsgewalt unterworfen“ sei, so eine Forderung des NF-Zehn-Punkte-Programms, wäre „für die friedliche Zukunft Deutschlands die antiimperialistische Nationale Befreiung von fremder Macht und ihren deutschen Handlangern“ vonnöten.
Den weltanschaulichen Kern der NF bildeten Ausländerfeindlichkeit und Antisemitismus, basierend auf völkisch-rassistischem Gedankengut. So wurde im NF-Zehn-Punkte-Programm gefordert: „der Einsatz für die Bewahrung der Volksidentität, der Lebenswerte und der Wesensart der Deutschen Nation, nachdrücklichen Kampf gegen das System der nationalen Selbstauflösung, gegen weitere fremdvölkische Einwanderung und für die Heimführung der Ausländer. Dieser Kampf ist gleichzeitig ein Einsatz für die Selbstverwirklichung des Deutschen Volkes im eigenen Volksraum wie ein Einsatz für die Selbstverwirklichung der in ihrer Identität bedrohten Ausländer.“
Weitere Forderungen waren etwa die „Brechung der Zinsknechtschaft“ (nach Gottfried Feder) oder die Errichtung einer „solidarischen Volksgemeinschaft“.

## Organisation
Die NF war nach ihrem Selbstverständnis eine „weltanschaulich-geschlossene Kaderpartei“. Potentielle Anwärter wurden genau unter die Lupe genommen, bevor sie eine halbjährige Probezeit absolvieren mussten, die ein obligatorisches Grundseminar einschloss. Auch danach folgten weitere Schulungs- und Weiterbildungstreffen.
Die Parteistruktur folgte laut eigenen Aussagen dem „Prinzip des demokratischen Zentralismus“. In dieser „strengen Befehlshierarchie“ wurden die Leitlinien von der Organisationsleitung vorgegeben. Das Zentrum der Partei lag in Bielefeld. Eine Ebene darunter war der Bereichsleiter, darunter der Ortsgruppenleiter angesiedelt. Die unterste Stufe bildete der Stützpunkt. Geographisch war die NF in die Bereiche Nord, Süd und Mitte gegliedert. Rein formal existierte zudem ein Bereich Ost, der die Gebiete jenseits der Oder-Neiße-Linie zusammenfasste.
Die NF gab von 1985 bis 1987 bundesweit die Publikation Klartext heraus, die von 1981 bis 1985 eine Jugendzeitschrift der Jungen Nationaldemokraten war. Von 1988 bis 1990 gab die NF Nachrichten aus der Szene heraus, aus der 1991 Revolte hervorging. Als interner Rundbrief erschien ab 1989 bis zum Verbot alle sechs Wochen der Aufbruch. Daneben gab es zahlreiche regionale Publikationen der NF-Ortsgruppen wie etwa Wille und Weg (Westberlin), Kelheimer Beobachter, Volkskampf oder Hetzer.
Für Jugendliche ab 14 Jahre gab es die NF-Vorfeldorganisation Jungsturm Deutschland, die später nicht vom Verbot betroffen war. Auch der Förderkreis Junges Deutschland, der von Schönborn noch während seiner Zeit bei den Nationaldemokraten gegründet worden war und später als Auffangbecken für NF-Sympathisanten fungierte, war nicht vom NF-Verbot betroffen.

## Finanzierung
Ein Teil der Finanzierung der NF erfolgte aus Erlösen des von Schönborn geleiteten Klartext-Verlags. Der Verlag vertrieb Zeitungen, Schulungsmaterialien, Aufkleber, Anstecker, T-Shirts und Musik-CDs. Sitz des Verlags und des NF-Schulungszentrums war ein 1986 von Schönborn gekauftes Haus in der Bielefelder Bleichstraße. 1989 kaufte die NF ein weiteres Haus in Detmold-Pivitsheide. 1991 wurde das Haus in Bielefeld aufgegeben und Detmold das Hauptzentrum der NF samt Verlag.

## Politische Aktivitäten
Zentrale Aktivitäten bildeten die Mitgliederschulungen, die in eigenen Schulungszentren stattfanden oder aber in Zusammenarbeit mit anderen rechtsextremen Organisationen wie etwa der Artgemeinschaft – Germanische Glaubens-Gemeinschaft wesensgemäßer Lebensgestaltung.
Die NF-Aktivisten nahmen an diversen Demonstrationen und Aufmärschen teil, so etwa an Rudolf-Heß-Gedenkmärschen oder Veranstaltungen zum Heldengedenken für gefallene SS-Mitglieder. 1991 war die NF Initiator einer Kampagne „Schluß mit dem Holocaust“. Als Zeichen für die Gewaltbereitschaft ihrer Anhänger wurden die seit 1986 jährlich stattgefundenen Wehrsportlager gesehen.
Die Partei gab mehrere Druckerzeugnisse heraus, die ihre Ideologie vor allem unter Jugendlichen verbreiten sollten. Dazu gehörte neben der Parteizeitung Klartext das Fanzine Nachrichten aus der Szene und die Zeitschrift Revolte – Zeitung der nationalistischen Bewegung.
Im Dezember 1988 verübte das NF-Mitglied Josef Saller einen Brandanschlag auf ein Haus in Schwandorf, in dem hauptsächlich Ausländer wohnten. Vier Menschen, Osman Can (49), Fatma Can (43), Mehmet Can (11) und Jürgen Hübener (47), verbrannten bzw. erstickten.

## Die NF als Objekt geheimdienstlicher Aktivitäten
Wie andere rechtsextreme Organisationen war auch die NF das Ziel geheimdienstlicher Überwachung. Von 1983 bis 1985 war Norbert Schnelle als V-Mann des nordrhein-westfälischen Landesamtes für Verfassungsschutz tätig. Er war zunächst Mitglied der Jungen Nationaldemokraten um Meinolf Schönborn und trat mit ihm später in die NF ein. Schnelle war an mehreren Straftaten beteiligt und warnte seine Kameraden vor Hausdurchsuchungen. Für seine Informationen erhielt er 14.400 DM. Mit diesem Honorar wurde die NF mitfinanziert.
Erst einige Jahre später gelang es dem nordrhein-westfälischen Verfassungsschutz, einen weiteren V-Mann in Schönborns Nähe zu platzieren. Ab März 1991 war der Solinger Bernd Schmitt auf die NF und deren Nationale Einsatzkommandos (NEK) angesetzt. Schmitt baute nach Muster der NEK eine paramilitärische Kaderorganisation mit dem Namen Deutscher Hochleistungskampfkunstverband (DHKKV) auf. Aus den Reihen der DHKKV kamen drei der vier Täter des Mordanschlags von Solingen.
Auch das niedersächsische Landesamt für Verfassungsschutz setzte 1992 einen V-Mann in der NF ein. Ab April 1992 wurde der damals arbeitslose ehemalige Skinhead Michael Wobbe, der sich eigentlich von der rechtsextremen Szene abgewendet hatte, auf Schönborn und die NF angesetzt. Innerhalb weniger Wochen avancierte der V-Mann zum Sicherheitschef der NF. Der V-Mann war auch nach dem Verbot der NF weiterhin aktiv, berichtete nunmehr über Schönborns Untergrundaktivitäten und betätigte sich im Auftrag des Verfassungsschutzes als Reisekader, um weitere Gruppen aufzubauen und Spenden einzusammeln. Angeblich sammelte er etwa 60.000 DM. Für seine Tätigkeiten innerhalb der NF erhielt er anfangs 300 DM, später 700 DM im Monat zuzüglich Prämien und Spesen, die gelegentlich bis zu 5.000 DM monatlich ausmachten. Der V-Mann wurde im September 1993 entpflichtet. Er gab in einem Interview 1996 selbst zu, dass ohne seine Aktivitäten verschiedene Straftaten nicht begangen worden wären.
Der Militärische Abschirmdienst (MAD) schleuste 1989 einen V-Mann in Schönborns NF. Der Soldat Michael P. sollte über mögliche geplante Anschläge der NF auf Kasernen der Bundeswehr und der Alliierten berichten. Der V-Mann fand schnell das Vertrauen von Schönborn und belieferte die NF mit neuesten militärischen Karten sowie mehreren Dutzend Betten aus Bundeswehrbeständen für das NF-Schulungszentrum. Über den MAD erhielt die NF zudem Ausbildungsmaterial für Pioniereinheiten sowie einschlägige Vorschriften für die Sprengausbildung. Als der V-Mann im Auftrag Schönborns eine militärische Ausbildung im Nahen Osten antreten sollte, stieg er aus. Im Februar 1990 wurde der Bundeswehrsoldat nach Kanada, später in die USA versetzt. 2002 erhielt er in den USA Asyl, da seine Sicherheit in Deutschland nicht gewährleistet werden konnte.

## Bekannte Mitglieder
- Meinolf Schönborn
- Steffen Hupka
- Jens Pühse
- Michael Wobbe